# Enrico Crespi
Enrico Crespi (Busto Arsizio, 13 agosto 1877 – Sestriere, 13 luglio 1965) è stato un poeta e disegnatore italiano, grande amante della pittura e del disegno, nonché della storia della sua città natale.

## Biografia
RImase orfano giovanissimo e fu affidato alla zia paterna Maria, la quale gli fece frequentare dapprima il collegio dei Salesiani, poi il liceo classico a Torino e l'Accademia Albertina. I suoi studi gli permisero di diventare insegnante di disegno e iniziò a lavorare insegnando pittura presso una scuola di Locarno.
Prestò il servizio militare a Cremona e Piacenza, rinunciando a diventare ufficiale. Dopo il suo rientro a Busto Arsizio iniziò a lavorare presso il Cotonificio Venzaghi, all'interno del quale fu dapprima impiegato amministrativo e, successivamente, ricoprì la carica di procuratore. La sua permanenza presso l'azienda durò sessant'anni, dal 1900 al 1960.
Il 4 ottobre 1904 sposò Pierina Barretti, dalla quale avrà sei figli. Nel 1914, durante la Grande Guerra, combatté nella zona di Brentonico, in Trentino-Alto Adige.
Grande amante della poesia, durante la sua collaborazione con il bollettino Il Tempio decise di utilizzare il dialetto bustocco come lingua per i suoi componimenti poetici. Pubblicò quattro volumi di poesie dialettali, il Rimario e la prima Grammatica bustocca, oltre a numerosi articoli e studi incentrati sulla storia locale.
Come pittore non prese mai parte a nessuna esposizione, ma fu un importante punto di riferimento tra i pittori bustocchi.
Nell'ottobre 1962 venne nominato cittadino benemerito di Busto Arsizio e, successivamente, Cavaliere per il lavoro dalla Camera di commercio della provincia di Varese, per la sua sessantennale carriera in cotonificio.
Fu socio fondatore degli Amici della Permanente di Milano e, nel 1951, dell'associazione culturale La Famiglia Bustocca, della quale ricoprì la carica di vice regiù (termine che sta ad indicare il vicepresidente) e, in seguito, socio onorario. Per la Famiglia Bustocca scrisse numerosi capitoli in varie edizioni dell'Almanacco della Famiglia Bustocca.

## Pubblicazioni
- Giornate Bustocche (1937) (con Carlo Azimonti)
- Pagine Bustocche (1938) (con Carlo Azimonti)
- Busti cha scumpaj - Robi vegi e noêui (1957)
- I mesi ed i lunari bustocchi (1958)
- 'Na fiammaa e 'na canzon (1959)
- In cerca pa' i straj dul mondu (1961)
- Eco di voci lontane (1961)